# Гермес Трисмегіст
Гермес Трисмегіст (грец. Ἑρμῆς ὁ Τρισμέγιστων) — божество елліністичного Єгипту, який сполучав у собі риси грецького бога Гермеса та єгипетського Тота. Гермесу Трисмегісту приписується авторство герметичної, окультної, літератури, доступної тільки для втаємничених: для давніх окультистів навіть Іліада та Одіссея Гомера фігурували поміж книжками Гермеса Трисмегіста.
Пізніше поняття герметичної літератури та філософії, зробилось синонімом алхімії, що намагалася відкрити таємницю перетворювати дешеві метали на дороге золото та знайти еліксир довгого, чи навіть безсмертного, життя. З огляду на те, що герметична література була зрозуміла тільки втаємниченим, вважалося, що скарби знання, вкладені в них, Гермес Трисмегіст убезпечив від ока профана магічними печатками. Тому слово герметичність почало означати  — щільно замкнений, а герметизм  — таємну науку, викладену в цих герметичних книжках.
Іспанський філософ Ортега-і-Гассет у своїй відомій книзі «Бунт мас» говорив про інтелектуальний герметизм масової людини, себто про її щільну непроникність небажаними їй ідей і думок: «Пересічна людина знаходить у своїй духовості перелік ідей, цілком вироблений (іншими людьми). Він вирішує їх твердо триматися, вважаючи, що йому їх цілком вистачає… Пересічна людина носить у собі ідеї, але не вміє їх творити. Вона навіть не підозрює, в якому тонкому оточенні вони витворюються. Вона хоче висловити ідею, але не хоче прийняти умови які потрібні для вироблення думки. І тому її ідеї  — тільки бажання, прив'язані до слів… Масова людина відчула б себе розгубленою, коли б вона побачила себе примушеною прийняти дискусію з кимсь,  — тому вона інстинктивно відкидає цей найвищий трибунал, що знаходиться поза нею…» Герметизм душі, що не хоче дискусій, кидає маси в т. зв. безпосередню акцію, що її наказує їм перший-ліпший демагог, який у своїй амбітності, не дбає про те, де правда, а тільки про те, як використати для власної кар'єри інтелектуальний герметизм маси".